# Juan Idiarte Borda

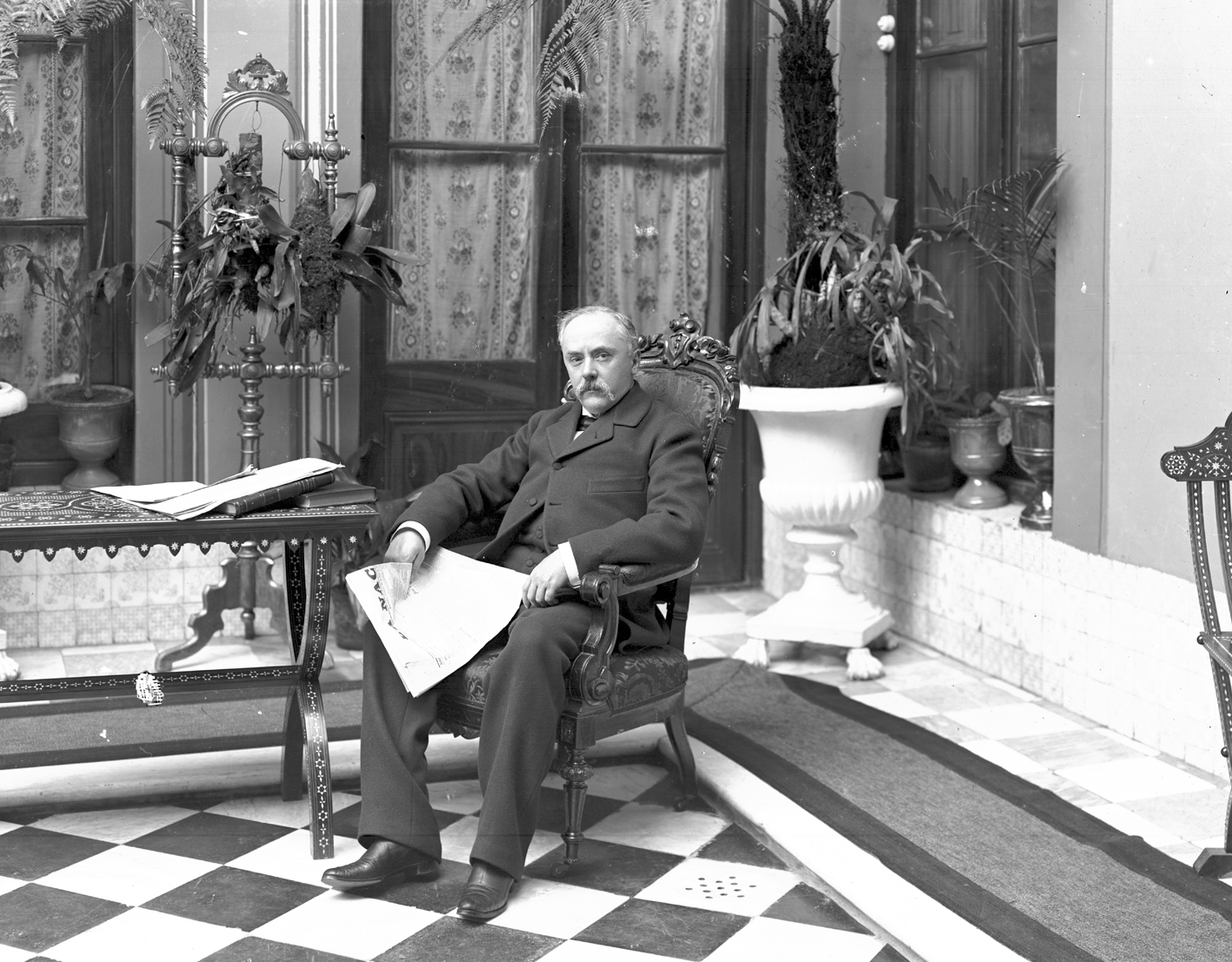
Juan Idiarte Borda

Juan Bautista Idiarte Borda y Soumastre (* 20. April 1844 in Mercedes; † 25. August 1897 in Montevideo) war ein uruguayischer Politiker.
Idiarte Borda wurde als Sohn französisch-baskischer Einwanderer in Mercedes, der Landeshauptstadt des Departamento Soriano, geboren. Er gehörte der Partido Colorado an und vertrat sein Heimatdepartamento mehrmals als gewählter Abgeordneter. Zudem zog er 1890 in den Senat ein.
Am 21. März 1894 wurde er Nachfolger des Interimspräsidenten Duncan Stewart und war somit Präsident von Uruguay. Er blieb bis zum 25. August 1897 im Amt. An diesem Tag fiel er einem Attentat zum Opfer, als der Täter Arredondo ihn vor der Kathedrale von Montevideo erschoss, die der Präsident gerade verließ. Dies war das bislang einzige Verbrechen dieser Art zum Nachteil eines amtierenden Präsidenten in der Geschichte Uruguays. Zuvor waren bereits am 21. April und am 20. Mai 1897 ein jeweils erfolgloses Pistolen- bzw. Bombenattentat auf ihn verübt worden. Sein Nachfolger war Juan Lindolfo Cuestas.

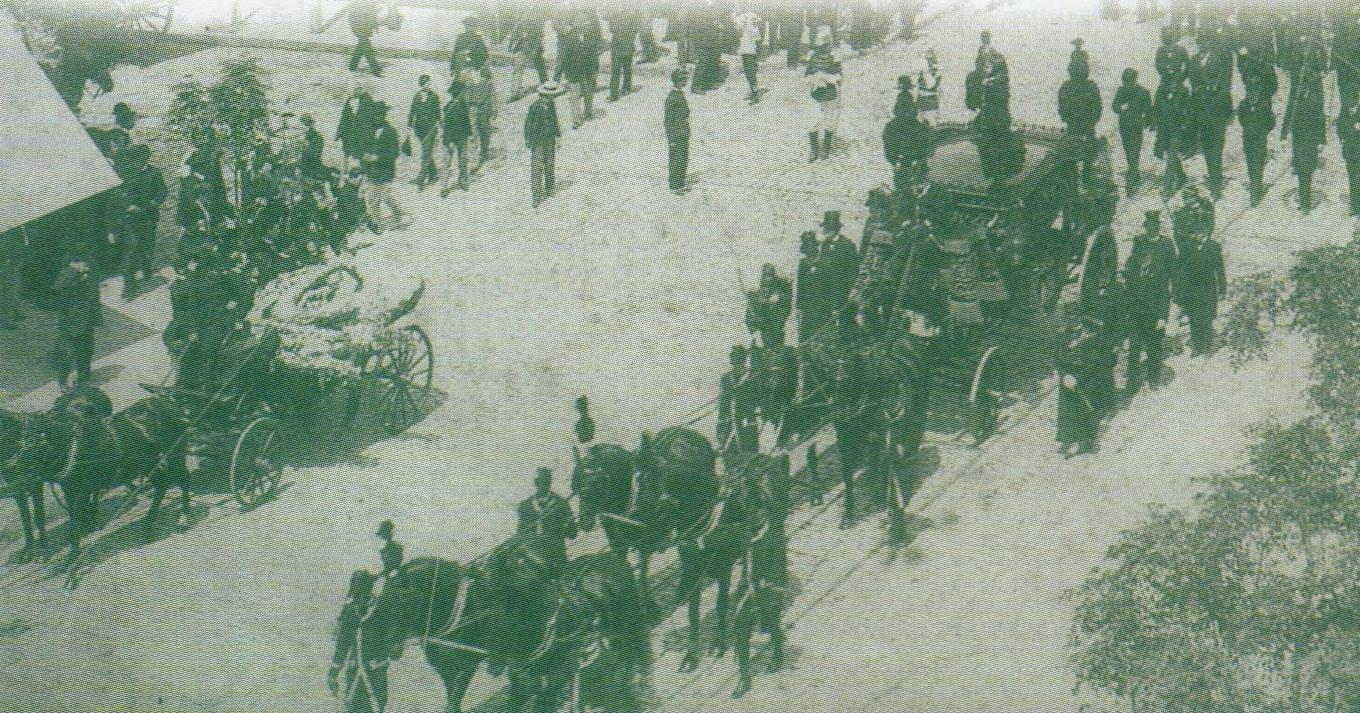
Fotografie vom Begräbnis Idiarte Bordas